# Nanny Still

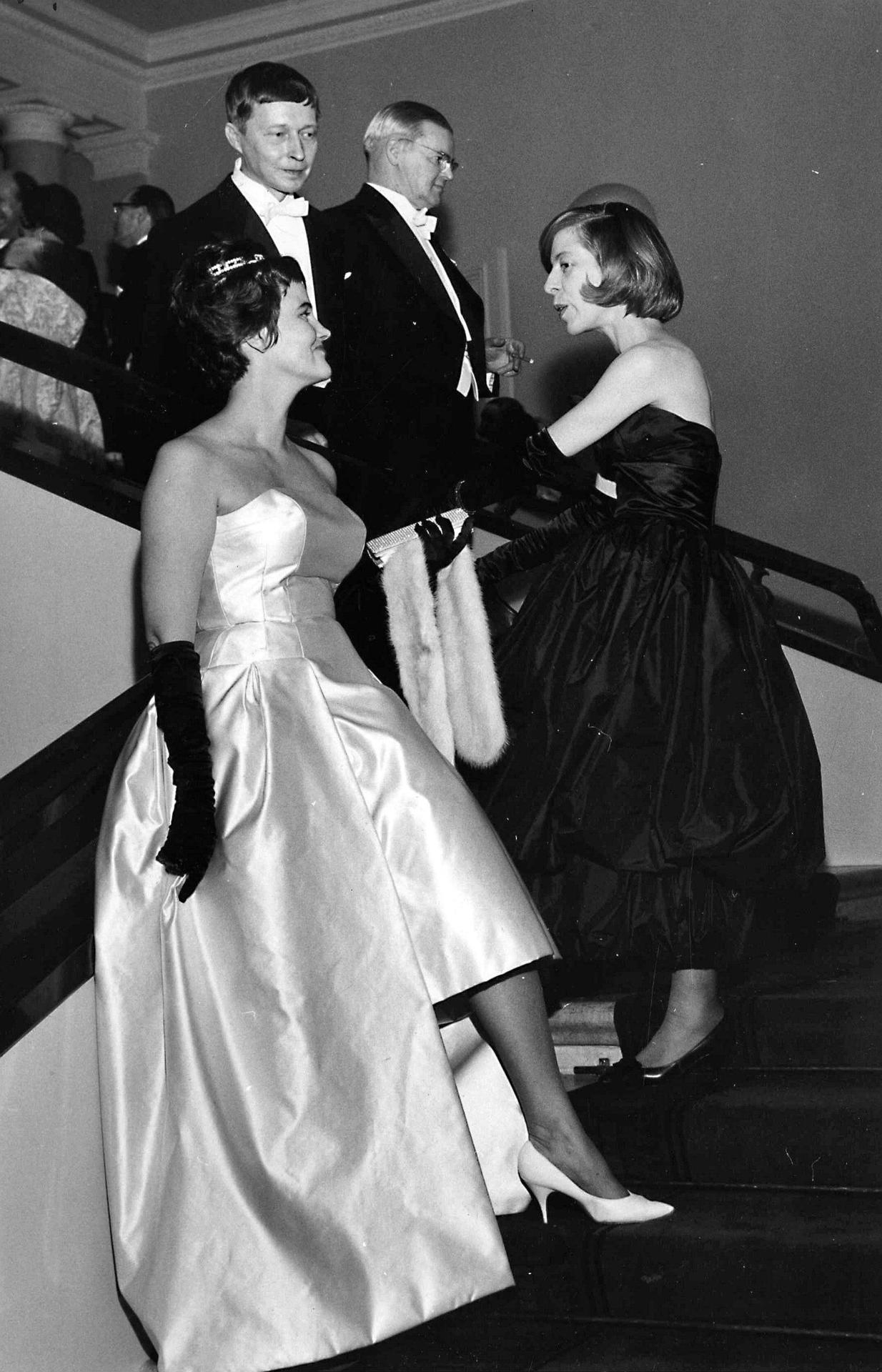
Nanny Still (links) und Birger Kaipiainen mit seiner Frau Maggi 1960 beim Empfang zum Unabhängigkeitstag im Präsidentenpalais in Helsinki

Nanny Elisabet Still McKinney (* 31. Juli 1926 in Helsinki; † 7. Mai 2009 in Brüssel) war eine finnische Designerin.

## Leben
Still absolvierte die Kunstgewerbemittelschule Helsinki und arbeitete dann ab 1949 als Designerin in der Glashütte Riihimäki. Sie entwarf dort sowohl Kunstglas als auch für die Serienherstellung vorgesehene Gebrauchsgläser. Ihre frühen Arbeiten in den 1950er Jahren waren im abstrahierten Stil des skandinavischen Modernismus gehalten. Sie wandte sich dann stärker farbigem Glas zu. 1963 entstand mit der Glasserie Flindari ihre bekannteste Arbeit.
Sie arbeitete jedoch auch mit anderen Materialien. 1954 wurde sie auf der Mailänder Triennale für ein aus Holz gefertigtes Salatbesteck ausgezeichnet. Still gestaltete auch Metallbestecke. 1973 entstand für das finnische Unternehmen Hackman die Mango-Serie, in den 1990er Jahren eine Serie gusseiserner Töpfe.
Im Jahr 1959 siedelte sie nach Belgien über und arbeitete auch für Geschirrhersteller in Mitteleuropa wie Cérabel und die deutschen Hersteller Rosenthal und Heinrich Porzellan.